# Daniel Andrade Ribeiro de Oliveira
Daniel Andrade Ribeiro de Oliveira (Belo Horizonte, 1948) é um político brasileiro.
Foi ministro interino do Trabalho no governo Fernando Henrique Cardoso, de 7 a 10 de maio de 1997.